# Верховина (ансамбль)
Заслужений Академічний Прикарпатський ансамбль пісні і танцю України «Верховина» — вокально-хореографічний колектив, Лауреат Республіканського конкурсу художніх колективів (Київ, 1957, 1-е місце), 6-го Всесвітнього фестивалю молоді і студентів (Москва, 1957, 3-я премія). Створений 1950 року в місті Дрогобич Львівської області.

## Люди
Художні керівники:
- Євдокія Середа та Петро Гречаніченко (1948—1950)
- Заслужений діяч мистецтв України Юліан Корчинський (1950—1970)
- Заслужений артист України Олексій Волинець (1970—1980)
- Тарас Матвіїв (1980—1982)
- Подружжя Мирон Дуда та Зореслава Гладяк (1983—1997)
- Микола Ковальчук (1999—2002)
- Світлана Майданик (з 2003)